# Vlag van Vlissingen

Vlag van de gemeente Vlissingen

Oude vlag van stad Vlissingen
(voor 1800)

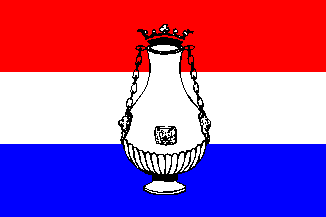
Historische geus
(1667)

De vlag van Vlissingen komt al voor op schilderijen uit de 17e eeuw, wanneer toen een formeel besluit is genomen tot het gebruik van de vlag is niet bekend. Wel staat vast dat de vlag bij raadsbesluit op 31 augustus 1973 is ingesteld als vlag van de gemeente Vlissingen.

## Beschrijving
De beschrijving van de vlag luidt als volgt:
Rood met op het midden een wit jacobakannetje, geel geketend en gesierd en erboven een gele kroon van drie bladeren en twee parels, een en ander ter hoogte van vier vijfde van de vlaghoogte.
De vlag is qua kleurgebruik en gebruik van het witte jakobakannetje gelijk aan het wapen van Vlissingen. 

## Kapersvlag
Ten tijde van kaapvaart voerden kapers een rode vlag, in tegenstelling tot de piraten die een zwarte vlag voerden, met daarop een herkenningsteken. Kapers uit Vlissingen gebruikten de Jakobakan als herkenningsteken op hun vlag.

## Andere variant
Volgens de Napolitaanse handschrift uit 1667, dat een witte gekroonde fles geeft op het midden van een rood-wit-blauwe vlag, terwijl een bron uit rond 1800 ditzelfde principe documenteert, zij het met een ongekroonde gele fles in de witte baan van een rood-wit-blauwe vlag.

## Afbeelding op een vlaggenkaart
Bowles vermeldt in 1783 het gebruik van de vlag van Vlissingen op zee als geus.

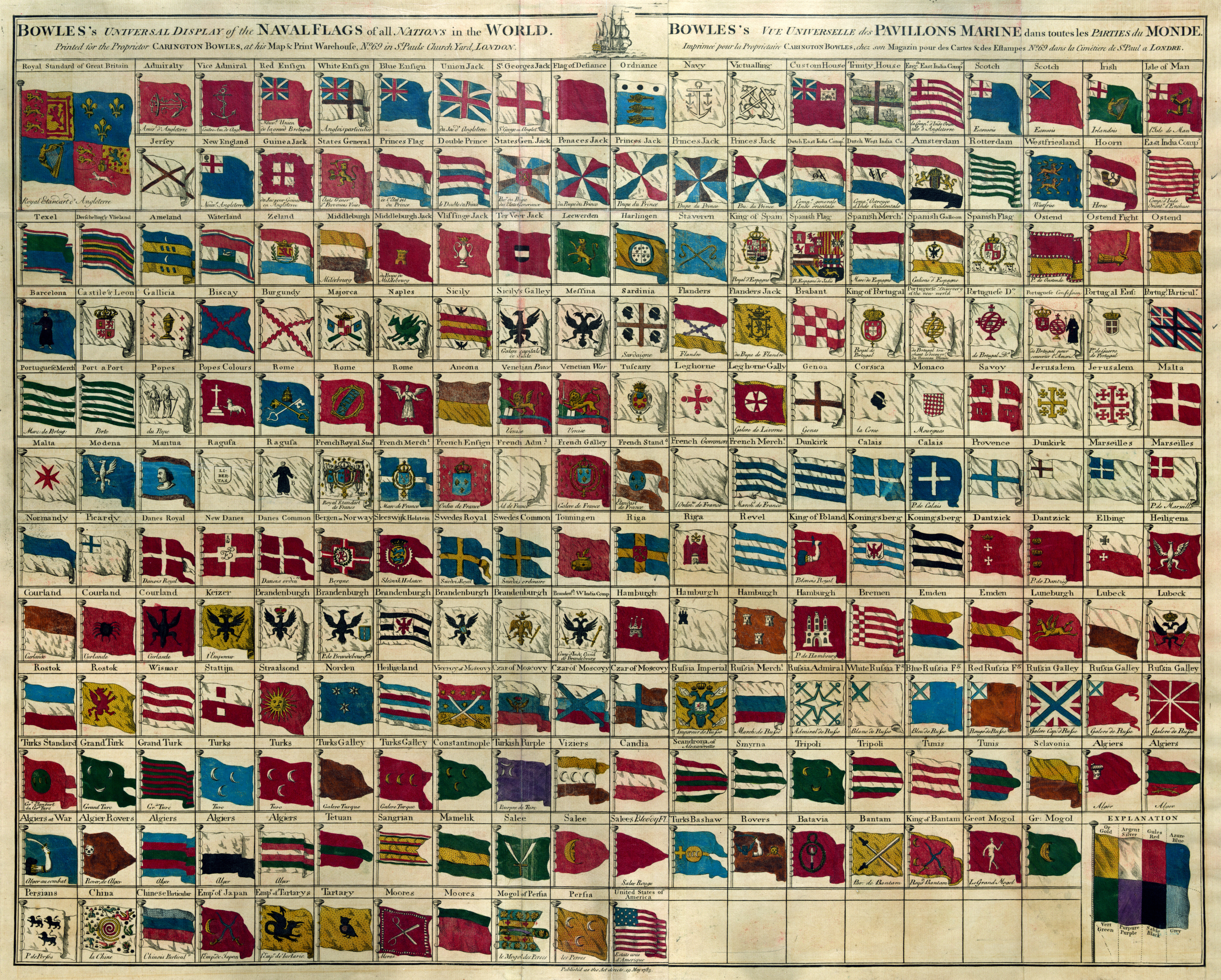
Bowles's naval flags of the world uit 1783, met o.a. de vlag van Vlissingen
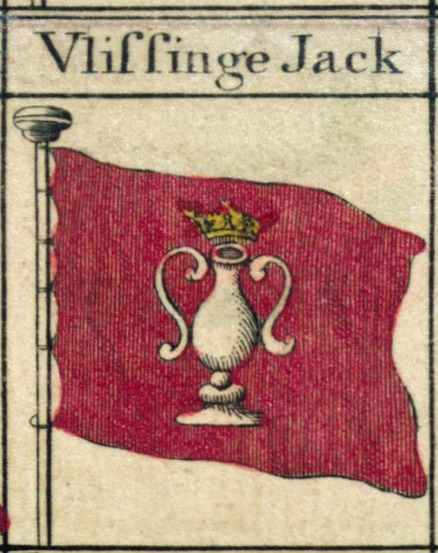
Detail